# قائمة قرارات مجلس الأمن التابع للأمم المتحدة من 501 إلى 600
هذه قائمة قرارات مجلس أمن الأمم المتحدة رقم 501 إلى 600 المعتمدة في الفترة بين 25 فبراير 1982 و19 أكتوبر 1987.

## القائمة
| القرارات | التاريخ        | التصويت                                                                                                 | الاهتمامات                                                                               |
| -------- | -------------- | --- | ---------------------------------------------------------------------------------------- |
| 501      | 25 فبراير 1982 | 13–0–2 (ممتنعون: بولندا، اتحاد الجمهوريات الاشتراكية السوفياتية)                                        | زيادة حجم قوة الأمم المتحدة المؤقتة في لبنان                                             |
| 502      | 3 أبريل 1982   | 10–1–4 (ضد: بنما؛ الممتنعون عن التصويت: الصين، بولندا، أسبانيا، اتحاد الجمهوريات الاشتراكية السوفياتية) | المطالب بإنهاء حرب الفوكلاند                                                             |
| 503      | 9 أبريل 1982   | 15-0-0                                                                                                  | حكم بالإعدام على ثلاثة أعضاء من المؤتمر الوطني الأفريقي في جنوب أفريقيا                  |
| 504      | 30 أبريل 1982  | اعتماد "بتوافق الآراء"                                                                                  | منظمة الوحدة الأفريقية مهمة حفظ السلام في تشاد                                           |
| 505      | 26 مايو 1982   | 15-0-0                                                                                                  | المفاوضات في أعقاب حرب الفوكلاند                                                         |
| 506      | 26 مايو 1982   | 15-0-0                                                                                                  | تمدد ولاية قوة الأمم المتحدة لمراقبة فض الاشتباك                                         |
| 507      | 28 مايو 1982   | 15-0-0                                                                                                  | تقرير عن فشل الفصائل الأجنبية في سيشيل                                                   |
| 508      | 5 يونيو 1982   | 15-0-0                                                                                                  | المطالبة بوضع حد للعداءات في حرب لبنان 1982                                              |
| 509      | 6 يونيو 1982   | 15-0-0                                                                                                  | حرب لبنان 1982، الغزو الإسرائيلي للبنان                                                  |
| 510      | 15 يونيو 1982  | 15-0-0                                                                                                  | تمديد ولاية قوة الأمم المتحدة لحفظ السلام في قبرص                                        |
| 511      | 18 يونيو 1982  | 13–0–2 (ممتنعون: بولندا، اتحاد الجمهوريات الاشتراكية السوفياتية)                                        | تمدد ولاية قوة الأمم المتحدة المؤقتة في لبنان                                            |
| 512      | 19 يونيو 1982  | 15-0-0                                                                                                  | الوضع الإنساني في لبنان                                                                  |
| 513      | 4 يوليو 1982   | 15-0-0                                                                                                  | الوضع الإنساني في لبنان                                                                  |
| 514      | 12 يوليو 1982  | 15-0-0                                                                                                  | دعوى إلى إنهاء الأعمال العدائية في حرب إيران والعراق                                     |
| 515      | 29 يوليو 1982  | 14–0–0 (لم تشارك الولايات المتحدة في التصويت)                                                           | حصار بيروت من إسرائيل                                                                    |
| 516      | 1 أغسطس 1982   | 15-0-0                                                                                                  | انتهاكات وقف إطلاق النار في بيروت                                                        |
| 517      | 4 أغسطس 1982   | 14–0–1 (ممتنع: الولايات المتحدة)                                                                        | مطالبة إسرائيل بإعادة قواتها إلى مواقعها السابقة                                         |
| 518      | 12 أغسطس 1982  | 15-0-0                                                                                                  | مطالبة إسرائيل والأطراف الأخرى باحترام قرارات مجلس الأمن                                 |
| 519      | 17 أغسطس 1982  | 13–0–2 (ممتنعون: بولندا، اتحاد الجمهوريات الاشتراكية السوفياتية)                                        | تمدد ولاية قوة الأمم المتحدة المؤقتة في لبنان                                            |
| 520      | 17 سبتمبر 1982 | 15-0-0                                                                                                  | اغتيال الرئيس المنتخب بشير الجميل                                                        |
| 521      | 19 سبتمبر 1982 | 15-0-0                                                                                                  | مجزرة صبرا وشاتيلا، مجزرة للفلسطينيين في بيروت                                           |
| 522      | 4 أكتوبر 1982  | 15-0-0                                                                                                  | دعوات لوقف إطلاق النار في الحرب بين العراق و إيران                                       |
| 523      | 18 أكتوبر 1982 | 13–0–2 (ممتنعون: بولندا، اتحاد الجمهوريات الاشتراكية السوفياتية)                                        | تمدد ولاية قوة الأمم المتحدة المؤقتة في لبنان                                            |
| 524      | 29 نوفمبر 1982 | 15-0-0                                                                                                  | تمدد ولاية قوة الأمم المتحدة لمراقبة فض الاشتباك                                         |
| 525      | 7 ديسمبر 1982  | 15-0-0                                                                                                  | حكم بالإعدام على ثلاثة أعضاء من المؤتمر الوطني الأفريقي في جنوب أفريقيا                  |
| 526      | 14 ديسمبر 1982 | 15-0-0                                                                                                  | تمديد ولاية قوة الأمم المتحدة لحفظ السلام في قبرص                                        |
| 527      | 15 ديسمبر 1982 | 15-0-0                                                                                                  | هجوم جنوب إفريقيا على ليسوتو                                                             |
| 528      | 21 ديسمبر 1982 | اعتماد "بتوافق الآراء"                                                                                  | اللغة العربية في مجلس الأمن                                                              |
| 529      | 18 يناير 1983  | 13–0–2 (ممتنعون: بولندا، اتحاد الجمهوريات الاشتراكية السوفياتية)                                        | تمدد ولاية قوة الأمم المتحدة المؤقتة في لبنان                                            |
| 530      | 19 مايو 1983   | 15-0-0                                                                                                  | التوترات بين هندوراس و نيكاراغوا؛ جهود مجموعة كونتادورا                                  |
| 531      | 26 مايو 1983   | 15-0-0                                                                                                  | تمدد ولاية قوة الأمم المتحدة لمراقبة فض الاشتباك                                         |
| 532      | 31 مايو 1983   | 15-0-0                                                                                                  | إدانة استمرار جنوب إفريقيا الاحتلال ناميبيا                                              |
| 533      | 7 يونيو 1983   | 15-0-0                                                                                                  | أحكام الإعدام الصادرة بحق أعضاء في المؤتمر الوطني الأفريقي أعضاء في جنوب إفريقيا         |
| 534      | 15 يونيو 1983  | 15-0-0                                                                                                  | تمديد ولاية قوة الأمم المتحدة لحفظ السلام في قبرص                                        |
| 535      | 29 يونيو 1983  | 15-0-0                                                                                                  | إرسال البعثة إلى ليسوتو؛ المساعدة إلى ليسوتو                                             |
| 536      | 18 يوليو 1983  | 13–0–2 (ممتنعون: بولندا، اتحاد الجمهوريات الاشتراكية السوفياتية)                                        | تمدد ولاية قوة الأمم المتحدة المؤقتة في لبنان                                            |
| 537      | 22 سبتمبر 1983 | 15-0-0                                                                                                  | قبول سانت كيتس ونيفيس لدى الأمم المتحدة                                                  |
| 538      | 18 أكتوبر 1983 | 13–0–2 (ممتنعون: بولندا، اتحاد الجمهوريات الاشتراكية السوفياتية)                                        | تمدد ولاية قوة الأمم المتحدة المؤقتة في لبنان                                            |
| 539      | 28 أكتوبر 1983 | 14–0–1 (ممتنع: الولايات المتحدة)                                                                        | إدانة استمرار جنوب إفريقيا الاحتلال ناميبيا                                              |
| 540      | 31 أكتوبر 1983 | 12–0–3 (ممتنعون: مالطا، نيكاراغوا، باكستان)                                                             | استنكار الحرب الإيرانية العراقية                                                         |
| 541      | 18 نوفمبر 1983 | 13–1–1 (ضد: باكستان، وامتناع: الأردن)                                                                   | إعلان استقلال الجمهورية التركية لشمال قبرص                                               |
| 542      | 23 نوفمبر 1983 | 15-0-0                                                                                                  | الحرب الأهلية اللبنانية                                                                  |
| 543      | 29 نوفمبر 1983 | 15-0-0                                                                                                  | تمدد ولاية قوة الأمم المتحدة لمراقبة فض الاشتباك                                         |
| 544      | 15 ديسمبر 1983 | 15-0-0                                                                                                  | تمديد ولاية قوة الأمم المتحدة لحفظ السلام في قبرص                                        |
| 545      | 20 ديسمبر 1983 | 14–0–1 (ممتنع: الولايات المتحدة)                                                                        | احتلال جنوب أفريقي للجنوب أنجولا                                                         |
| 546      | 6 يناير 1984   | 13–0–2 (ممتنعون: المملكة المتحدة، الولايات المتحدة الأمريكية)                                           | هجمات جنوب إفريقيا على أنجولا                                                            |
| 547      | 13 يناير 1984  | 15-0-0                                                                                                  | حكم الإعدام على بنجامين مالويز في جنوب أفريقيا                                           |
| 548      | 24 فبراير 1984 | 15-0-0                                                                                                  | قبول بروني دار السلام لدى الأمم المتحدة.                                                 |
| 549      | 19 أبريل 1984  | 13–0–2 (ممتنعون: أوكرانيا، الاتحاد السوفييتي)                                                           | تمدد ولاية قوة الأمم المتحدة المؤقتة في لبنان                                            |
| 550      | 11 مايو 1984   | 13–1–1 (ضد: باكستان، وامتناع: الولايات المتحدة)                                                         | نشاطات انفصالية في قبرص                                                                  |
| 551      | 30 مايو 1984   | 15-0-0                                                                                                  | تمدد ولاية قوة الأمم المتحدة لمراقبة فض الاشتباك                                         |
| 552      | 1 يونيو 1984   | 13–0–2 (ممتنعون: نيكاراغوا، زمبابوي)                                                                    | حرب العراق وإيران، دعم الولايات المتحدة للعراق، هجمات على السفن من وإلى الكويت والسعودية |
| 553      | 15 يونيو 1984  | 15-0-0                                                                                                  | تمديد ولاية قوة الأمم المتحدة لحفظ السلام في قبرص                                        |
| 554      | 17 أغسطس 1984  | 13–0–2 (ممتنعون: المملكة المتحدة، الولايات المتحدة الأمريكية)                                           | الانتخابات العامة في جنوب أفريقيا، 1984                                                  |
| 555      | 12 أكتوبر 1984 | 13–0–2 (ممتنعون: أوكرانيا الاتحاد السوفييتي)                                                            | تمدد ولاية قوة الأمم المتحدة المؤقتة في لبنان                                            |
| 556      | 23 أكتوبر 1984 | 14–0–1 (ممتنع: الولايات المتحدة)                                                                        | المذابح ضد معارضون في الأبارثيد في جنوب إفريقيا                                          |
| 557      | 28 نوفمبر 1984 | 15-0-0                                                                                                  | تمدد ولاية قوة الأمم المتحدة لمراقبة فض الاشتباك                                         |
| 558      | 13 ديسمبر 1984 | 15-0-0                                                                                                  | إنتاج الأسلحة في جنوب إفريقيا رغم حظر توريد الأسلحة                                      |
| 559      | 14 ديسمبر 1984 | 15-0-0                                                                                                  | تمديد ولاية قوة الأمم المتحدة لحفظ السلام في قبرص                                        |
| 560      | 12 مارس 1985   | 15-0-0                                                                                                  | إدانة القمع في جنوب افريقيا                                                              |
| 561      | 17 أبريل 1985  | 13–0–2 (ممتنعون: أوكرانيا، الاتحاد السوفييتي)                                                           | تمدد ولاية قوة الأمم المتحدة المؤقتة في لبنان                                            |
| 562      | 10 مايو 1985   | اعتمدت الفقرة فقرة                                                                                      | نيكاراغوا - علاقات الولايات المتحدة؛ جهود [مجموعة كونتادورا]                             |
| 563      | 21 مايو 1985   | 15-0-0                                                                                                  | تمدد ولاية قوة الأمم المتحدة لمراقبة فض الاشتباك                                         |
| 564      | 31 مايو 1985   | 15-0-0                                                                                                  | الوضع الإنساني في لبنان                                                                  |
| 565      | 14 يونيو 1985  | 15-0-0                                                                                                  | تمديد ولاية قوة الأمم المتحدة لحفظ السلام في قبرص                                        |
| 566      | 19 يونيو 1985  | 13–0–2 (ممتنعون: المملكة المتحدة، الولايات المتحدة الأمريكية)                                           | احتلال ناميبيا                                                                           |
| 567      | 20 يونيو 1985  | 15-0-0                                                                                                  | هجوم جنوب إفريقيا على أنجولا                                                             |
| 568      | 21 يونيو 1985  | 15-0-0                                                                                                  | هجوم جنوب إفريقيا على بوتسوانا                                                           |
| 569      | 26 يوليو 1985  | 13–0–2 (ممتنعون: المملكة المتحدة، الولايات المتحدة الأمريكية)                                           | إدانة نظام أبرتهايد والقتل في جنوب أفريقيا                                               |
| 570      | 12 سبتمبر 1985 | 15-0-0                                                                                                  | الشغور في محكمة العدل الدولية                                                            |
| 571      | 20 سبتمبر 1985 | 15-0-0                                                                                                  | هجوم جنوب إفريقيا على أنجولا                                                             |
| 572      | 30 سبتمبر 1985 | 15-0-0                                                                                                  | هجوم جنوب إفريقيا على بوتسوانا                                                           |
| 573      | 4 أكتوبر 1985  | 14–0–1 (ممتنع: الولايات المتحدة)                                                                        | الهجوم الإسرائيلي على تونس                                                               |
| 574      | 7 أكتوبر 1985  | 15–0–0 (تصويت منفصل على الفقرة 6)                                                                       | هجوم جنوب إفريقيا على أنجولا                                                             |
| 575      | 17 أكتوبر 1985 | 13–0–2 (ممتنعون: أوكرانيا، الاتحاد السوفييتي)                                                           | تمدد ولاية قوة الأمم المتحدة المؤقتة في لبنان                                            |
| 576      | 21 نوفمبر 1985 | 15-0-0                                                                                                  | تمدد ولاية قوة الأمم المتحدة لمراقبة فض الاشتباك                                         |
| 577      | 6 ديسمبر 1985  | 15–0–0 (تصويت منفصل على الفقرة 6)                                                                       | هجوم جنوب إفريقيا على أنجولا                                                             |
| 578      | 12 ديسمبر 1985 | 15-0-0                                                                                                  | تمديد ولاية قوة الأمم المتحدة لحفظ السلام في قبرص                                        |
| 579      | 18 ديسمبر 1985 | 15-0-0                                                                                                  | زيادة حوادث الرهائن                                                                      |
| 580      | 30 ديسمبر 1985 | 15-0-0                                                                                                  | هجوم جنوب إفريقيا على ليسوتو                                                             |
| 581      | 13 فبراير 1986 | 13–0–2 (ممتنعون: المملكة المتحدة، الولايات المتحدة الأمريكية)                                           | إدانة هجمات جنوب أفريقيا على دول أخرى في أفريقيا الجنوبية                                |
| 582      | 24 فبراير 1986 | 15-0-0                                                                                                  | إدانة العمل العسكري المستمر في حرب الإيرانية العراقية                                    |
| 583      | 18 أبريل 1986  | 15-0-0                                                                                                  | تمدد ولاية قوة الأمم المتحدة المؤقتة في لبنان                                            |
| 584      | 29 مايو 1986   | 15-0-0                                                                                                  | تمدد ولاية قوة الأمم المتحدة لمراقبة فض الاشتباك                                         |
| 585      | 13 يونيو 1986  | 15-0-0                                                                                                  | تمديد ولاية قوة الأمم المتحدة لحفظ السلام في قبرص                                        |
| 586      | 18 يوليو 1986  | 15-0-0                                                                                                  | تمدد ولاية قوة الأمم المتحدة المؤقتة في لبنان                                            |
| 587      | 23 سبتمبر 1986 | 14–0–1 (ممتنع: الولايات المتحدة)                                                                        | إدانة الهجمات على قوة الأمم المتحدة المؤقتة في لبنان                                     |
| 588      | 8 أكتوبر 1986  | 15-0-0                                                                                                  | نداءات لإنهاء حرب (إيران - حرب العراق) بين إيران و العراق                                |
| 589      | 10 أكتوبر 1986 | 15-0-0                                                                                                  | تىصية جافير كوللار الأمين العام لفترة ثانية                                              |
| 590      | 26 نوفمبر 1986 | 15-0-0                                                                                                  | تمدد ولاية قوة الأمم المتحدة لمراقبة فض الاشتباك                                         |
| 591      | 28 نوفمبر 1986 | اعتماد "بتوافق الآراء"                                                                                  | حظر الأسلحة ضد جنوب أفريقيا                                                              |
| 592      | 8 ديسمبر 1986  | 14–0–1 (ممتنع: الولايات المتحدة)                                                                        | إدانة قتل الطلاب الإسرائيليون في الأراضي الفلسطينية                                      |
| 593      | 11 ديسمبر 1986 | 15-0-0                                                                                                  | تمديد ولاية قوة الأمم المتحدة لحفظ السلام في قبرص                                        |
| 594      | 15 يناير 1987  | 15-0-0                                                                                                  | تمدد ولاية قوة الأمم المتحدة المؤقتة في لبنان                                            |
| 595      | 27 مارس 1987   | 15-0-0                                                                                                  | الشواغر في محكمة العدل الدولية                                                           |
| 596      | 29 مايو 1987   | 15-0-0                                                                                                  | تمدد ولاية قوة الأمم المتحدة لمراقبة فض الاشتباك                                         |
| 597      | 12 يونيو 1987  | 15-0-0                                                                                                  | تكليف ولاية قوة الأمم المتحدة لحفظ السلام في قبرص                                        |
| 598      | 20 يوليو 1987  | 15-0-0                                                                                                  | المطالبة بوقف إطلاق النار وحماية المدنيين خلال الحرب الإيرانية العراقية                  |
| 599      | 31 يوليو 1987  | 15-0-0                                                                                                  | تمديد ولاية قوة الأمم المتحدة المؤقتة في لبنان                                           |
| 600      | 19 أكتوبر 1987 | 15-0-0                                                                                                  | جمهورية ناورو و محكمة العدل الدولية                                                      |